# 德國國防軍陸軍第526後備師
德國國防軍陸軍第526後備師（德語：526. Reserve-Division）是納粹德國國防軍陸軍的一個步兵師。該師於1944年9月改编自526號亞琛師。
該師改編後，一直在西線作戰。
該師最後於1945年5月解散。